# Robert L. Rudd
Robert L. Rudd (* 18. September 1921 in Los Angeles; † 4. November 2003 in Stockton) war ein US-amerikanischer Zoologe. Sein bekanntestes Werk ist das 1964 erschienene „Pesticides and the Living Landscape“, in dem er sich mit der Wirkung von Pestiziden auf die Umwelt befasste.

## Biografie
Robert Rudd wuchs in Salinas (Kalifornien) und Boulder Creek auf. Sein Großvater vermittelte ihm die Freude an Naturbeobachtungen. Schon bevor er sein Studium am Salinas Junior College (heute Hartnell College) und der UC Berkeley aufnahm, hatte er solide naturkundliche Kenntnisse.
Nach Abschluss seiner Studien als Undergraduate meldete er sich im April 1942 zum Dienst bei den United States Army Air Forces. Als Pilot eines B-24-Bombers flog er zahlreiche Einsätze im Pazifikkrieg und wurde mehrfach ausgezeichnet.
Nach Kriegsende kehrte Rudd nach Berkeley zurück, wo er den Doktortitel in Zoologie erwarb. Von 1952 an war er für die University of California in Davis tätig, wo er zunächst Geländepraktika in Ornithologie und Säugetierkunde abhielt. Daneben bot er einen Kurs zur Ökologie in tropischen Breiten an.
Robert Rudd begann 1958 mit der Arbeit an einem Buch über die Umweltwirkung von Pflanzenschutzmitteln. Darin kam er im Wesentlichen zu denselben Schlussfolgerungen wie Rachel Carson, die etwa zur gleichen Zeit die Arbeit an „Der stumme Frühling“ aufnahm. Rudd und Carson kannten sich und standen in regem Austausch, einige Kapitel in „Der stumme Frühling“ sollen aufs Rudds Arbeiten beruhen. Nachdem Rudds Verlag den Druck abgelehnt hatte, versuchte er es im Universitätsverlag der Universität Wisconsin veröffentlichen zu lassen. Dort holte man insgesamt 18 Gutachten zur wissenschaftlichen Korrektheit des Werkes ein. Dies verzögerte das Erscheinen von „Pesticides and the Living Landscape“ um drei Jahre bis 1964, zwei Jahre nach dem Erscheinen von „Der stumme Frühling“. „Pesticides and the Living Landscape“ wurde nach seinem Erscheinen mehr als 200 mal, überwiegend positiv, besprochen. Das Buch wurde mehrmals neu aufgelegt. Es war in einer nüchternen, „wissenschaftlichen“ Sprache geschrieben und gilt als gutes Beispiel für interdisziplinäres Denken. Robert Rudd wurde 1964 bei einer Beförderung übergangen und verlor seine Stellung an der landwirtschaftlichen Versuchsanstalt der Davis-Universität.
Später spezialisierte sich Rudd auf das Studium der Säugetiere in den Regenwäldern von Malaysia, Costa Rica und Neuguinea.